# Saint-Étienne-de-Cuines
Saint-Étienne-de-Cuines település Franciaországban, Savoie megyében. Lakosainak száma 1193 fő (2022. január 1.). Saint-Étienne-de-Cuines Allevard, La Chambre, Saint-Alban-des-Villards, Saint-Avre, Sainte-Marie-de-Cuines és Saint-Rémy-de-Maurienne községekkel határos.

## Népesség
A település népessége az elmúlt években az alábbi módon változott:
| Lakosok száma | 1198 | 1190 | 1220 | 1195 | 1203 | 1205 | 1208 | 1200 | 1193 |
|               | 2013 | 2015 | 2016 | 2017 | 2018 | 2019 | 2020 | 2021 | 2022 |